# NGC 2177
NGC 2177 је расејано звездано јато у сазвежђу Златна риба које се налази на NGC листи објеката дубоког неба.
Деклинација објекта је - 67° 44' 0" а ректасцензија 6h 1m 16,5s. Привидна величина (магнитуда) објекта NGC 2177 износи 12,8 а фотографска магнитуда 13,0. NGC 2177 је још познат и под ознакама ESO 57-SC66.